# Фронхаузен

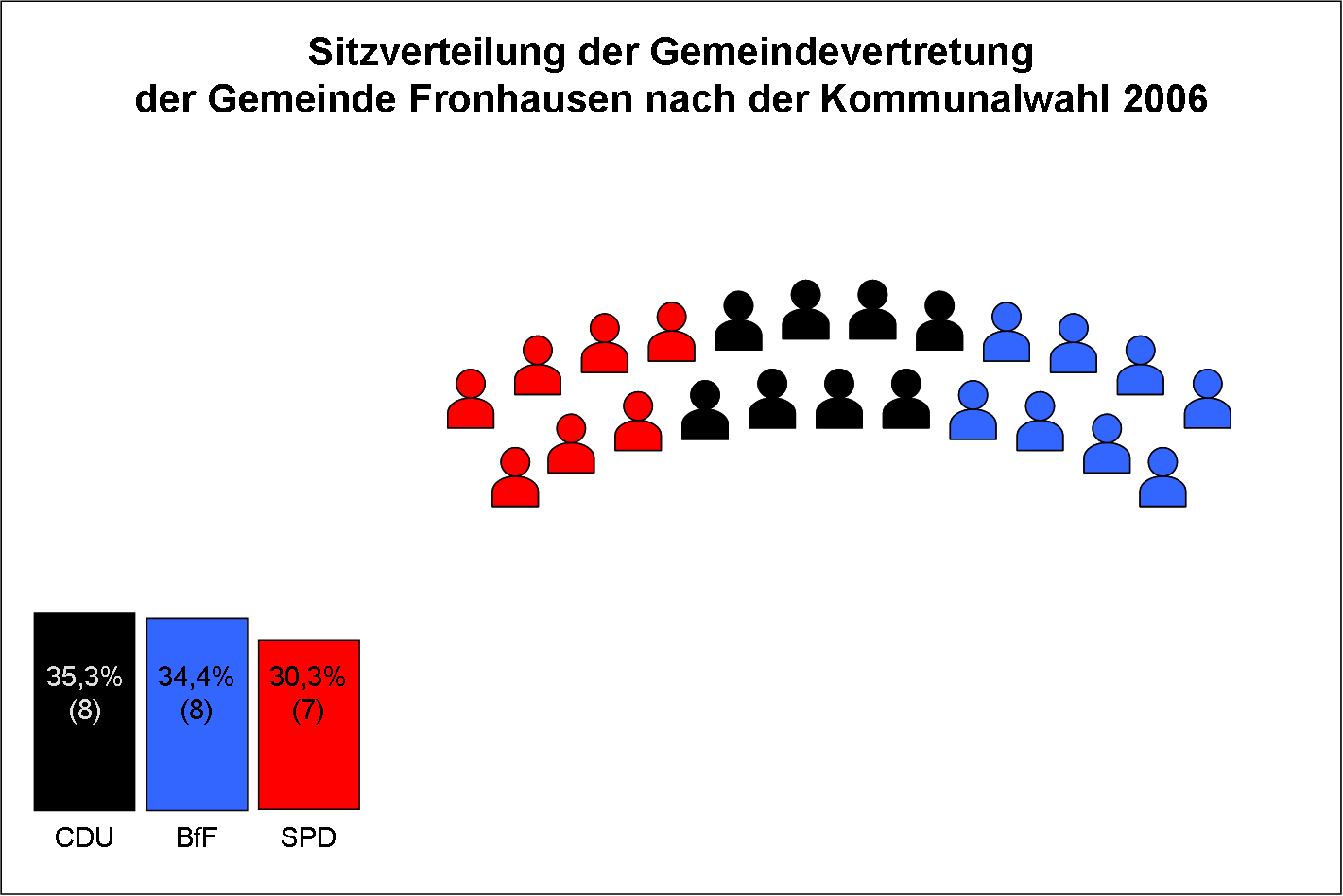
Фронхаузен

Фронхаузен (нем. Fronhausen) — община в Германии, в земле Гессен. Подчиняется административному округу Гиссен. Входит в состав района Марбург-Биденкопф.  Население составляет 3975 человек (на 31 декабря 2010 года). Занимает площадь 27,88 км².